# Recursos educatius oberts

Logotip de la versió en català

Els recursos educatius oberts (REO, OER a partir de les sigles en anglès, Open Educational Resources) són recursos per a l'ensenyament, l'aprenentatge o la recerca que es troben al domini públic o bé que han estat publicats amb una llicència de propietat intel·lectual que permet que se'n faci un ús lliure. Inclouen cursos complets (OCW, OpenCourseWare) però també objectes d'aprenentatge, mòduls, llibres de text, vídeos, tests, programari i qualsevol altra eina, material o tècnica que es pugui utilitzar per facilitar l'accés al coneixement.
El terme OER va ser adoptat per primera vegada el 2002 al Forum on the Impact of Open Courseware for Higher Education in Developing Countries organitzat per la UNESCO en associació amb la William and Flora Hewlett Foundation i WCET (Western Cooperative for Educational Telecommunications) i va unit, de manera inextricable, a la "consulta, ús i adaptació per la comunitat sense finalitats comercials".
Els recursos educatius oberts segueixen les lleis de propietat intel·lectual, ja que la major part dels recursos educatius estan protegits per drets d'autoria que s'han de respectar. Les llicències Creative Commons, promogudes per l'organització Creative Commons, esdevenen essencials per al moviment dels recursos educatius oberts, ja que faciliten el mecanisme per alliberar certs drets. Gràcies a aquestes llicències els materials es poden publicar a Internet sense tenir "tots els drets reservats".

## Història
Els orígens dels recursos educatius oberts cal cercar-los en dos àmbits que es creuen:
- D'una banda en els objecte d'aprenentatge (OA), un terme va ser proposat el 1994 per Wayne Hodgins i aviat es va estendre en l'àmbit del disseny instruccional per referir-se a materials digitals dissenyats de manera que es facilités la seva reutilització en diferents situacions d'aprenentatge.[5]
- De l'altra, el moviment OER s'emmarca en el context de la cultura emergent a final del segle XX que inclou conceptes com coneixement obert (Open Knowledge), codi obert, compartir de manera lliure i col·laboració entre iguals (peer collaboration).[5] OER i Free/Libre Open Source Software (FLOSS), per exemple, tenen molts aspectes en comú,[6][7] tal com va ser posat de manifest el 1998 per David Wiley,[8] qui va introduir el concepte de contingut obert (open content) per analogia amb codi obert (open source).[9]

El projecte MIT OpenCourseWare, que va publicar el 2002 el catàleg de cursos en línia del MIT suposa un impuls important i definitiu als recursos educatius oberts. El mateix any la UNESCO adopta el terme al Forum on the Impact of Open Courseware for Higher Education in Developing Countries.
El 2005 el Centre de Recerca i Innovació Educativa (CERI per les seves sigles en anglès) de l'OCDE va iniciar un estudi per analitzar i valorar l'abast de les iniciatives que s'agrupaven sota el terme "recursos educatius oberts" ("open educational resources"). L'informe "The report Giving Knowledge for Free: The Emergence of Open Educational Resources", publicat al maig de 2007, és el principal informe del projecte, que recull les conclusions de diversos estudis i trobades al llarg del 2006. Se'n va fer la traducció al català amb el títol "Coneixements de franc. L'aparició de recursos educatius oberts".
La importància dels OER dins de la comunitat educativa s'ha posat de manifest amb les nombroses iniciatives dutes a terme per la Unesco (2009) i per altres entitats internacionals no governamentals, com ara:
- l'International Council for Open and Distance Education (ICDE) i el seu grup de treball OER Taskforce
- l'Open Educational Quality Initiative (OPAL)
- l'Institute for Information Technologies in Education (IITE) de la Unesco
- La William and Flora Hewlett Foundation, que finança des de 2002 projectes per a la millora de l'educació a nivell mundial i ha realitzat donacions per donar suport a institucions que desenvolupen OER.
- L'Open Education Resources Foundation (OERF): el seu projecte estrella, el WikiEducator, consisteix en una plataforma global per a la creaciói reutilització d'OER que facilita la confiança del professorat amb el codi obert.
- La Commonwealth of Learning (CoL), que proporciona suport a educadors i institucions interessades a col·laborar en projectes internacionals d'aplicació dels OER a l'educació oberta.
- També cal destacar especialment les universitats que s'han sumat al moviment dels OERs a través d'iniciatives pròpies i innovadores, com: la Wiki Library and Wikiversity, dins del projecte nacional finlandès AVO (Open Networks for Learning), The 'free' University of the People, la Peer to Peer University (P2PU) i el prototip recursos educatius oberts University (#oeru).

Recentment, han sorgit informes sobre l'impacte dels OER en educadors i estudiants, com per exemple els estudis Data Report 2013-2015: Educators i Data Report 2013-2015: Learners, a càrrec del projecte OER Research Hub de l'Open University Uk.

## Definició derecurs educatiu en obert
Hi ha moltes definicions del concepte recurs educatiu en obert, partint de la mateixa varietat de què s'entén per recurs educatiu. Ens centrarem, doncs, a definir què significa obert en un context educatiu. D'acord amb David Wiley, en aquest context, en obert vol dir que els llibres de text i la resta dels recursos d'ensenyament i d'aprenentatge se subministren de franc en virtut d'una llicència de drets d'autor que autoritza l'usuari a participar en les activitats anomenades les quatre erres (4 R):
- Reutilitzar: el dret a reutilitzar el contingut en forma inalterada/literal (per exemple, fent una còpia de seguretat).
- Revisar: el dret a adaptar, ajustar, modificar o alterar el contingut (per exemple, traduint-lo a un altre idioma).
- Remesclar: el dret a combinar el contingut original o revisat amb un altre contingut per a crear un producte nou (per exemple, integrar el contingut en una remescla).
- Redistribuir: el dret a compartir còpies del contingut original, de les revisions o de les remescles amb altres persones (per exemple, donar una còpia del contingut a un conegut).

Encara que els substantius modificats (contingut, recursos, programari de recursos educatius, manuals) són diferents entre si, les accions que fan funcionar el concepte d'obertura són les mateixes. Són actes de generositat: compartir i donar.

## Aspectes importants
Perquè un recurs sigui obert de veritat, doncs, s'hi han de poder fer les quatre operacions bàsiques: de manera resumida, s'ha de poder accedir al recurs, baixar-lo, manipular-lo (modificant-lo o combinant-lo amb altres recursos) i redistribuir-lo. Hi ha certs aspectes tecnològics, metodològics i legals que s'han de tenir en compte abans de publicar un recurs educatiu en obert.

### Aspectes tecnològics
Des d'una dimensió basada en la tecnologia usada, perquè un recurs es pugui considerar realment obert cal que es trobi en un format de fitxer que en permeti la manipulació mitjançant alguna eina programari. Aquesta eina també ha de ser oberta (o més ben dit, lliure), ja que no s'ha d'obligar l'usuari del recurs educatiu en obert a tenir una llicència de programari per a manipular-lo. Un exemple d'això és l'ús de fitxers Microsoft Word per a documents de text: l'usuari que vulgui manipular un fitxer en aquest format ha de tenir una llicència de programari no solament per al Word pròpiament dit (Microsoft Office) sinó també per al sistema operatiu (Windows), cosa que invalida la condició d'obert del recurs.
Per sort hi ha dues solucions: utilitzar un altre programari lliure que sigui compatible amb el format Word (com OpenOffice.org o LibreOffice), o bé convertir el fitxer a un format obert, i augmentar així el grau d'independència pel que fa al programari necessari per a manipular-lo. És preferible aquesta segona opció, ja que no hi ha res que asseguri que la compatibilitat de formats entre diferents paquets de programari es preservi en el temps. En canvi, usar un format obert assegura un cert nivell de preservació digital (necessari en un context en què els recursos s'emmagatzemen digitalment), a banda d'oferir més alternatives per a escollir una eina de programari per a manipular el recurs.

### Aspectes metodològics
Perquè un recurs educatiu en obert compleixi la comesa que té, és a dir, perquè sigui reutilitzat, cal promoure'n la visibilitat de manera que sigui fàcil de localitzar. Una descripció correcta en forma de metadades permet incrementar la visibilitat del recurs, i també facilitar la reutilització més endavant.
No hi ha metadades específiques per als recursos específics en obert, encara que és recomanable utilitzar les sigles OER com una de les paraules clau per a indicar-ho. Les metadades depenen de l'estàndard o especificació usats en el repositori, però és interessant que el recurs estigui descrit, almenys, pels elements següents:
- Identificador: un enllaç permanent que permeti saber l'origen del recurs.
- Tipus/format: és útil per a fer cerques per tipus de recurs (llibre de text, exercici, vídeo, etc.).
- Drets d'autor: fa falta per a saber quines accions es poden fer amb el recurs, posant èmfasi en el fet que es tracta d'un recurs obert.
- Idioma: tant del recurs pròpiament dit com l'usat en les metadades.

Pel que fa a l'idioma, es pot augmentar la visibilitat d'un recurs si les metadades són en més d'un idioma, i enllaçar també els diferents recursos mitjançant la metadada adequada, si l'esquema de metadades usat ho permet i, encara més important, si el repositori on hi ha el recurs utilitza aquesta informació.

### Aspectes legals
Per a redistribuir un recurs educatiu en obert amb l'objectiu que sigui reutilitzat, cal assegurar-se que disposa d'una llicència que determina què s'hi pot fer (i què no s'hi pot fer). L'objectiu d'aquest apartat no és descriure en detall la legislació sobre propietat intel·lectual o els drets d'autor, sinó presentar les llicències Creative Commons, un mecanisme que permet a l'autor (o al posseïdor dels drets) especificar què es pot fer amb el recurs educatiu.